# Tribunal Comú de Justícia d'Aruba, Curaçao, Sint Maarten, i de Bonaire, Sint Eustatius i Saba
El Tribunal Comú de Justícia d'Aruba, Curaçao, Sint Maarten, i de Bonaire, Sint Eustatius i Saba té jurisdicció sobre els tres països caribenys del Regne dels Països Baixos (Aruba, Curaçao i Sint Maarten), així com els territoris amb municipalitat especial (Bonaire, Sint Eustatius i Saba). El tribunal accepta a tràmit recursos de tribunals de rang inferior dels territoris caribenys, seguint una estructura similar amb els tribunals dels Països Baixos. El tribunal fixa la seva seu a Aruba, Curaçao, i Sint Maarten, mentre que les seves sessions també es poden dur a terme a Bonaire, Sint Eustatius i Saba.

## Composició
El tribunal està compost per jutges de tribunals de primera instància. Els jutges que han pres part en primera instància no poden participar del mateix procés en aquest tribunal.

## Recurs d'apel·lació
L'Estatut del Regne dels Països Baixos especifica que s'ha de regular l'apel·lació en tribunals de primera instància. Aquesta llei és la declaració del 20 de juliol de 1961, Stb. 1961, 212, anomenada el Reglament d'Apel·lació de les Antilles Neerlandeses (en neerlandès: Cassatieregeling Nederlandse Antillen), posteriorment reanomenada Cassatieregeling Nederlandse Antillen en Aruba. Aquesta llei fixà que el Consell Suprem dels Països Baixos havia de reconèixer la jurisdicció del Tribunal d'Apel·lacions Combinades de les Antilles Neerlandeses i Aruba sobre tots aquells casos, ja fossin civils com penals, que s'haguessin iniciat en primera instància dins d'aquests territoris.
Una diferència entre els processos d'apel·lació als Països Baixos i als territoris caribenys és mentre que el 
Aquells casos iniciats als Països Baixos on el recurs d'apel·lació és denegat pel Consell Suprem, generalment és destinat a un tribunal diferent però del mateix rang perquè dicti una nova sentència. En canvi, aquells que ho feren des dels territoris caribenys disposen d'una única instància superior representada en el Tribunal Comú de Justícia, que en cas d'apel·lar serà jutjat pel mateix òrgan. Aquesta esdevé una de les diferenciacions més importants entre territoris del Regne en matèria jurisdiccional.